# Ranzau (Lüchow)
 Ranzau ist ein Ortsteil der Stadt Lüchow (Wendland) im niedersächsischen Landkreis Lüchow-Dannenberg. Das gut erhaltene Rundlingsdorf in Hufeisenform mit elf giebelständigen Vierständerhäusern aus dem 19. Jahrhundert liegt fünf Kilometer nordöstlich vom Kernbereich von Lüchow.

## Geschichte
Am 1. Juli 1972 wurde Ranzau in die Kreisstadt Lüchow eingegliedert.